# Davey Boy Smith
Davey Boy Smith (28. november 1962 – 18. maj 2002) var en britisk wrestler, der var mest kendt for sine optrædener i USA hos World Wrestling Federation – både under sit eget navn og ringnavnet The British Bulldog. Han vandt Stampede Wrestlings North American Championship to gange, samt en række andre titler i løbet af sin karriere. Smiths mellemnavn, Boy, var resultatet af, at hans forældre ved en fejl kom til at skrive Boy på hans fødselsattest i feltet, hvor der skulle have stået køn.
Da Smith ankom til Canada, kom han til at træne under Stu Hart (Bret Harts far). Mens han trænede der, mødte han Stu Harts yngste datter Diana, med hvem han blev gift i 1984. De fik to børn sammen, men blev skilt i 2000. Smith døde i 2002 efter et hjerteanfald, der menes at have været forårsaget af Smiths voldsomme brug af anabolske steroider.